# Las Guacamayas, Veracruz
Las Guacamayas är en ort i Mexiko.   Den ligger i kommunen Cotaxtla och delstaten Veracruz, i den sydöstra delen av landet, 300 km öster om huvudstaden Mexico City. Las Guacamayas ligger 83 meter över havet och antalet invånare är 171.
Terrängen runt Las Guacamayas är platt, och sluttar österut. Runt Las Guacamayas är det ganska glesbefolkat, med 39 invånare per kvadratkilometer. Närmaste större samhälle är Cotaxtla, 3,6 km sydväst om Las Guacamayas. Omgivningarna runt Las Guacamayas är en mosaik av jordbruksmark och naturlig växtlighet.